# Soirans
Soirans is een gemeente in het Franse departement Côte-d'Or (regio Bourgogne-Franche-Comté) en telt 361 inwoners (1999). De plaats maakt deel uit van het arrondissement Dijon.

## Geografie
De oppervlakte van Soirans bedraagt 4,4 km², de bevolkingsdichtheid is 82,0 inwoners per km².
De onderstaande kaart toont de ligging van Soirans met de belangrijkste infrastructuur en aangrenzende gemeenten.

## Demografie
Onderstaande figuur toont het verloop van het inwonertal (bron: INSEE-tellingen).

1. ↑  Populations de référence 2022.